# 昼行性
昼行性（ちゅうこうせい）は、昼間に行動し夜間は休む動物の性質のこと。
昼行性ではない動物は、夜間に行動する夜行性、もしくは明け方や薄暮に行動する薄明薄暮性にわけられる。
多数の哺乳類、昆虫類、鳥類を含む多くの動物が昼行性である。
昼行性のパターンは多くは概日リズム（内因性リズム）によって内部的にコントロールされる。しかし、いくつかの動物、特に昆虫では環境による外的要因(生息地内の本来の行動パターンとは反する、外因性リズム)が行動をコントロールする。
例えば、オオカミやヤマネコに由来するイヌやネコのように、いくつかの夜行性動物や薄明薄暮性動物はペットとして家畜化され、そして人間の生活サイクルにあうように昼行性動物へ変えられたものもある。しかし、これら家畜化された動物がもし野生下で生まれた場合、それらの種固有の行動をすることがあるだろう。
植物もまた、昆虫のような最も効率的な送粉者が植物を訪れる時間帯に影響されるが、昼行性もしくは夜行性となる。植物種としての繁殖と存続期間を確実なものとするために、さまざまな送粉者が効率よく被子植物の花を訪れるよう、植物の生物季節をあわせるのである。このように、昆虫の夜行性や昼行性の種は植物の夜行性や昼行性に影響することがある。ただし、例外として開花のサイクルを調節する事例もある。